# Arcieparchia di Trichur

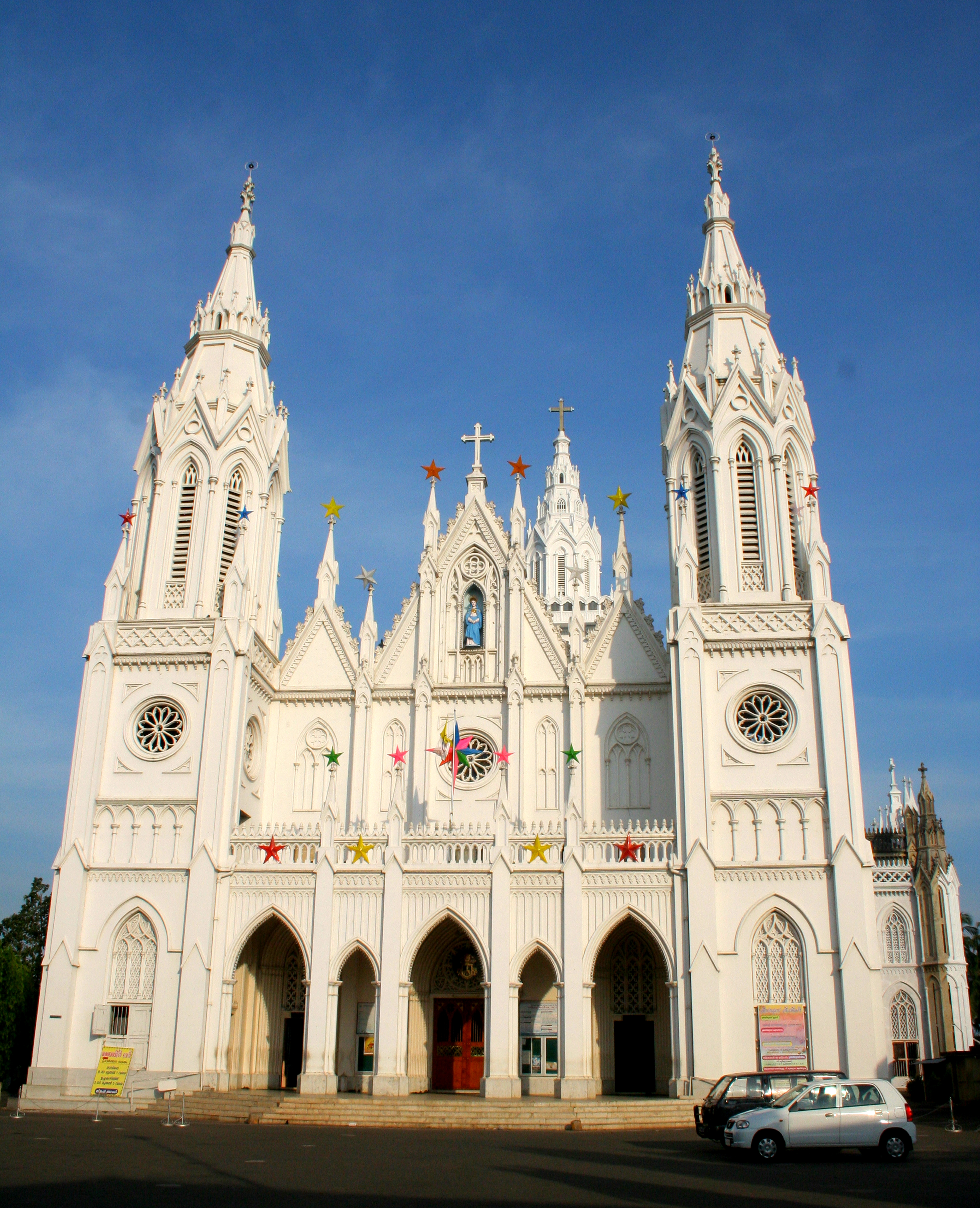
La basilica minore di Nostra Signora dei Dolori a Thrissur.

L'arcieparchia di Trichur (in latino Archieparchia Trichuriensis) è una sede metropolitana della Chiesa cattolica siro-malabarese in India. Nel 2022 contava 440.145 battezzati su 3.110.000 abitanti. È retta dall'arcieparca Andrews Thazhath.

## Territorio
L'arcieparchia estende la sua giurisdizione sui fedeli della Chiesa cattolica siro-malabarese nel distretto di Thrissur, nello stato indiano del Kerala, ad eccezione della parte meridionale, che appartiene all'eparchia di Irinjalakuda, e di una porzione minore nella parte settentrionale, che appartiene all'eparchia di Palghat.
Sede arcieparchiale è la città di Thrissur (Trichur), dove si trova la cattedrale di Nostra Signora di Lourdes. Nella stessa città sorge anche la basilica minore di Nostra Signora dei Dolori.
Il territorio si estende su 2.000 km² ed è suddiviso in 220 parrocchie, raggruppate in 16 foranie.

### Provincia ecclesiastica
La provincia ecclesiastica di Trichur, istituita nel 1995, comprende le seguenti suffraganee:
- l'eparchia di Palghat, eretta nel 1974;
- l'eparchia di Irinjalakuda, eretta nel 1978;
- l'eparchia di Ramanathapuram, eretta nel 2010.

## Storia
Il vicariato apostolico di Trichur fu eretto il 20 maggio 1887 con il breve Quod iam pridem di papa Leone XIII, ricavandone il territorio dall'arcidiocesi di Verapoly.
Il 28 luglio 1896 cedette una porzione del suo territorio a vantaggio dell'erezione del vicariato apostolico di Ernakulam (oggi arcieparchia di Ernakulam-Angamaly).
Il 21 dicembre 1923 il vicariato apostolico fu elevato a eparchia con la bolla Romani Pontifices di papa Pio XI. Originariamente era suffraganea dell'arcieparchia di Ernakulam.
Il 29 aprile 1955 ampliò il proprio territorio, estendendo la sua giurisdizione ai fedeli di rito siriaco orientale residenti nella diocesi latina di Coimbatore nello Stato di Tamil Nadu.
Il 27 giugno 1974 e il 22 giugno 1978 cedette altre porzioni di territorio a vantaggio dell'erezione rispettivamente delle eparchie di Palghat e di Irinjalakuda.
Il 18 maggio 1995 l'eparchia è stata elevata al rango di arcieparchia metropolitana con la bolla Ad augendum spirituale di papa Giovanni Paolo II.

## Cronotassi dei vescovi
Si omettono i periodi di sede vacante non superiori ai 2 anni o non storicamente accertati.
- Adolphus Edwin Medlycott † (13 settembre 1887 - 1896 dimesso)
- John Menachery † (11 agosto 1896 - 19 dicembre 1919 deceduto)
- Francis Vazhapilly † (5 aprile 1921 - 12 maggio 1942 deceduto)
- George Alapatt † (11 marzo 1944 - 4 giugno 1970 dimesso[3])
- Joseph Kundukulam † (4 giugno 1970 - 11 novembre 1996 ritirato)
- Jacob Thoomkuzhy (11 novembre 1996 - 22 gennaio 2007 ritirato)
- Andrews Thazhath, dal 22 gennaio 2007

## Statistiche
L'arcieparchia nel 2022 su una popolazione di 3.110.000 persone contava 440.145 battezzati, corrispondenti al 14,2% del totale.
| anno | popolazione | popolazione | popolazione | presbiteri | presbiteri | presbiteri | presbiteri                | diaconi | religiosi | religiosi | parrocchie |
| anno | battezzati  | totale      | %           | numero     | secolari   | regolari   | battezzati per presbitero | diaconi | uomini    | donne     | parrocchie |
| ---- | ----------- | ----------- | ----------- | ---------- | ---------- | ---------- | ------------------------- | ------- | --------- | --------- | ---------- |
| 1950 | 244.925     | 1.119.275   | 21,9        | 219        | 156        | 63         | 1.118                     |         | 63        | 791       | 161        |
| 1970 | 442.185     | ?           | ?           | 334        | 241        | 93         | 1.323                     |         | 172       | 2.767     | 175        |
| 1980 | 326.701     | ?           | ?           | 229        | 153        | 76         | 1.426                     |         | 202       | 2.381     | 164        |
| 1990 | 374.075     | 2.109.736   | 17,7        | 270        | 190        | 80         | 1.385                     |         | 226       | 3.444     | 197        |
| 1999 | 423.514     | 2.018.635   | 21,0        | 294        | 209        | 85         | 1.440                     |         | 236       | 3.965     | 183        |
| 2000 | 424.010     | 2.019.050   | 21,0        | 326        | 218        | 108        | 1.300                     |         | 226       | 4.005     | 186        |
| 2001 | 446.274     | 2.018.635   | 22,1        | 344        | 230        | 114        | 1.297                     |         | 226       | 4.295     | 214        |
| 2002 | 448.849     | 2.025.635   | 22,2        | 363        | 242        | 121        | 1.236                     |         | 272       | 4.295     | 216        |
| 2003 | 456.759     | 2.510.965   | 18,2        | 380        | 252        | 128        | 1.201                     |         | 279       | 2.705     | 189        |
| 2004 | 463.306     | 2.580.736   | 18,0        | 378        | 255        | 123        | 1.225                     |         | 271       | 2.764     | 224        |
| 2009 | 499.000     | 2.752.500   | 18,1        | 433        | 276        | 157        | 1.152                     |         | 335       | 3.442     | 197        |
| 2010 | 470.324     | 2.791.000   | 16,9        | 453        | 288        | 165        | 1.038                     |         | 373       | 3.459     | 201        |
| 2014 | 471.611     | 3.056.943   | 15,4        | 560        | 331        | 229        | 842                       |         | 441       | 3.042     | 210        |
| 2017 | 436.736     | 3.081.312   | 14,2        | 610        | 345        | 265        | 715                       |         | 426       | 3.167     | 227        |
| 2020 | 439.845     | 3.121.200   | 14,1        | 637        | 370        | 267        | 690                       |         | 404       | 3.126     | 220        |
| 2022 | 440.145     | 3.110.000   | 14,2        | 628        | 361        | 267        | 700                       |         | 386       | 3.155     | 220        |